# Les Merveilles (roman)
Pour les articles homonymes, voir Les Merveilles.
Les Merveilles est un roman de Claire Castillon, publié en 2010 chez Grasset.

## Résumé
« C’est la mort de mon chien qui a déclenché l’écriture de ce roman. Cela m’a fait si mal que j’ai eu envie de lui écrire un livre. Mais sachant que ce n’était pas possible, j’ai écrit ce début d’histoire sur l’enfance Évelyne, et soudain j’ai trouvé un fait divers  qui pouvait entrer dans la logique du personnage » dit Claire Castillon dans une interview.
Évelyne n'a jamais oublié ce que son père a fait endurer à son petit chien. Elle a 12 ans, « l'âge de tous les possibles, l'âge de toutes les fragilités. »  Les traumatismes de l'enfance ne s'oublient pas facilement, Évelyne n'est pas prête à pardonner et elle rumine patiemment sa vengeance...
L'auteure, qui précise sur son site « Je n’écris pour personne, sur rien, j’écris, c’est tout. Je n’écris pas non plus pour être comprise, » joue sur les paradoxes de l'amour, la part de repoussoir, de haine qu'il contient parfois, écrivant par exemple : « Le plaisir, ça m'avait bien secouée, mais le plaisir à faire du mal, ça devient mille fois meilleur et ce serait ma façon d'aimer. » 

## Relations critiques
« C’est un récit terrible tiré d’une histoire vraie mais qui, loin de rebuter, nous embarque, sans doute parce que, au-delà du glauque de certaines situations, le talent de Claire Castillon s’y déploie sans voyeurisme ni pathos. »—Gilles Chenaille, Marie-Claire le 7/02/2012 --
« Pour son onzième roman, Claire Castillon détruit joyeusement les codes et les cadres. Jubilatoire. »—Marianne Payot, L'Express du 18/01/2012 --
« La romancière s'est inspirée d'un fait divers pour écrire Les Merveilles. Elle s'est mise dans la tête d'Evelyne, meurtrière de son amant. Un roman cru écrit dans une langue incisive. »—Françoise Dargent, Le Figaro le 11/01/2012

## Informations complémentaires
Éditions
- Les Merveilles, Éditions Grasset, Paris, 2012.

Liens externes
- Présentation vidéo par Claire Castillon
- Ouest-France
- Claire Castillon et Chloé Delaume

Références
1. ↑  Dans une intervi ew à Paris-Match du 23 janvier 2012, elle dit s'être inspirée « d’un fait divers sanglant, l’affaire Liliane Paolone, une mère de famille qui a poignardé un client amoureux à coups de couteau, de peur que celui-ci ne révèle ses activités de prostituée. »
2. ↑  Interview de Claire Castillon par Christine pinchard
3. ↑  Voir l'émission : TV culture
4. ↑  Voir l'interview vidéo Arrêt sur images